# Rusija na Svetovnem prvenstvu v hokeju na ledu 2009
Rusija na Svetovnem prvenstvu v hokeju na ledu 2009 ED, ki je potekalo med 24. aprilom in 10. majem 2009 v švicarskih mestih Bern in Kloten. 

## Postava
- Selektor: Vjačeslav Bikov (pomočnik: Igor Zakarkin)
- Vratarji: Aleksander Eremenko, Ilja Brizgalov, Vasilij Košečkin
- Branilci: Vitalij Višnevski, Ilja Nikulin, Anton Volčenkov, Dmitri Kalinin, Konstantin Kornejev, Vitalij Atjušov, Denis Grebeškov, Vitali Proškin, Oleg Tverdovski
- Napadalci: Sergei Mozjakin, Aleksander Perežogin, Anton Kurjanov, Konstantin Govorikov, Aleksei Tereščenko, Aleksander Frolov, Danis Zaripov, Sergei Zinovjev, Aleksander Radulov, Ilja Kovalčuk, Oleg Saprikin, Aleksei Morozov (kapetan)

## Tekme

### Skupinski del
| 24. april 2009 | Nemčija | 0 – 5 | Rusija | PostFinance Arena, Bern |

| Poročilo tekme | Poročilo tekme | Poročilo tekme         | Poročilo tekme                                                                           | Poročilo tekme                                                     |
| -------------- | -------------- | ---------------------- | ---------------------------------------------------------------------------------------- | ------------------------------------------------------------------ |
| Začetek: 16:15 |                | ( 0 – 3, 0 – 0, 0 – 2) | 08:14 O. Saprikin 09:37 I. Kovalčuk 15:25 S. Zinovjev 42:53 A. Kurjanov 51:52 D. Zaripov | Gledalci: 10.570 Sodnika: Sören Persson Sodnika: Marcus Vinnerborg |

| 26. april 2009 | Rusija | 7 – 2 | Francija | PostFinance Arena, Bern |

| Poročilo tekme | Poročilo tekme | Poročilo tekme         | Poročilo tekme                         | Poročilo tekme                                             |
| -------------- | --- | ---------------------- | -------------------------------------- | ---------------------------------------------------------- |
| Začetek: 20:15 | A. Radulov 01:23 D. Zaripov (PP1) 07:06 A. Radulov 07:20 A. Perežogin 08:01 A. Tereščenko (PP1) 15:00 A. Tereščenko (PP1) 27:23 I. Kovalčuk 49:20 | ( 5 – 1, 1 – 1, 1 – 0) | 10:25 K. Hecquefeuille 39:31 L. Tardif | Gledalci: 10.505 Sodnika: Ole Hansen Sodnika: Peter Orszag |

| 28. april 2009 | Rusija | 4 – 2 | Švica | PostFinance Arena, Bern |

| Poročilo tekme | Poročilo tekme                                                              | Poročilo tekme         | Poročilo tekme                              | Poročilo tekme                                                    |
| -------------- | --------------------------------------------------------------------------- | ---------------------- | ------------------------------------------- | ----------------------------------------------------------------- |
| Začetek: 16:15 | V. Atjušov 02:19 I. Kovalčuk 29:08 A. Morozov 48:28 A. Perežogin (EN) 59:45 | ( 1 – 2, 1 – 0, 2 – 0) | 09:46 (PP1) R. Gardner 17:17 (PP1) M. Plüss | Gledalci: 11.479 Sodnika: Vladimir Sindler Sodnika: Derek Zalaski |

### Kvalifikacijski krog
| 30. april 2009 | Rusija | 6 – 5 (OT) | Švedska | PostFinance Arena, Bern |

| Poročilo tekme | Poročilo tekme | Poročilo tekme                | Poročilo tekme                                                                         | Poročilo tekme                                               |
| -------------- | --- | ----------------------------- | -------------------------------------------------------------------------------------- | ------------------------------------------------------------ |
| Začetek: 16:15 | I. Nikulin (PP1) 11:56 O. Saprikin 14:10 D. Kalinin 27:16 S. Mozjakin 50:07 V. Proškin (PP1) 57:38 D. Kalinin 64:04 | ( 2 – 2, 1 – 1, 2 – 2, 1 - 0) | 02:53 R. Wallin 18:15 A. Strålman 23:27 N. Persson 49:45 K. Huselius 58:46 K. Huselius | Gledalci: 7.465 Sodnika: Danny Kurmann Sodnika: Brent Reiber |

| 2. maj 2009 | Rusija | 4 – 1 | ZDA | PostFinance Arena, Bern |

| Poročilo tekme | Poročilo tekme                                                                            | Poročilo tekme         | Poročilo tekme     | Poročilo tekme                                             |
| -------------- | ----------------------------------------------------------------------------------------- | ---------------------- | ------------------ | ---------------------------------------------------------- |
| Začetek: 20:15 | O. Saprikin (PP1) 05:01 A. Perežogin (PP1) 09:51 S. Mozjakin 17:06 A. Radulov (PP1) 21:36 | ( 3 – 1, 1 – 0, 0 – 0) | 03:16 L. Stempniak | Gledalci: 10.230 Sodnika: Jyri Rönn Sodnika: Derek Zalaski |

| 3. maj 2009 | Latvija | 1 – 6 | Rusija | PostFinance Arena, Bern |

| Poročilo tekme | Poročilo tekme           | Poročilo tekme         | Poročilo tekme | Poročilo tekme                                              |
| -------------- | ------------------------ | ---------------------- | --- | ----------------------------------------------------------- |
| Začetek: 20:15 | H. Vasiļjevs (PP1) 36:05 | ( 0 – 1, 1 – 3, 0 – 2) | 11:43 (PP1) A. Kurjanov 21:01 A. Tereščenko 23:04 (PP1) O. Tverdovski 23:50 A. Kurjanov 43:38 A. Frolov 46:28 O. Tverdovski | Gledalci: 7.228 Sodnika: Peter Orszag Sodnika: Brent Reiber |

### Četrtfinale
| 6. maj 2009 | Rusija | 4 – 3 | Belorusija | PostFinance Arena, Bern |

| Poročilo tekme | Poročilo tekme                                                      | Poročilo tekme         | Poročilo tekme                                                | Poročilo tekme                                            |
| -------------- | ------------------------------------------------------------------- | ---------------------- | ------------------------------------------------------------- | --------------------------------------------------------- |
| Začetek: 16:15 | V. Proškin 25:18 V. Atjušov 36:39 A. Frolov 37:02 I. Kovalčuk 47:22 | ( 0 – 0, 3 – 3, 1 – 0) | 22:39 (PP1) K. Kolcov 33:52 O. Antonenko 39:22 (PP2) R. Salei | Gledalci: 8.337 Sodnika: Jyri Rönn Sodnika: Derek Zalaski |

### Polfinale
| 8. maj 2009 | Rusija | 3 – 2 | ZDA | PostFinance Arena, Bern |

| Poročilo tekme | Poročilo tekme                                             | Poročilo tekme         | Poročilo tekme                 | Poročilo tekme                                                    |
| -------------- | ---------------------------------------------------------- | ---------------------- | ------------------------------ | ----------------------------------------------------------------- |
| Začetek: 16:15 | I. Kovalčuk 31:20 A. Frolov 34:25 K. Gorovikov (PP1) 58:13 | ( 0 – 0, 2 – 2, 1 – 0) | 23:46 D. Brown 38:03 K. Okposo | Gledalci: 11.057 Sodnika: Brent Reiber Sodnika: Marcus Vinnerbörg |

### Finale
| 10. maj 2009 | Rusija | 2 - 1 | Kanada | PostFinance Arena, Bern |

| Poročilo tekme | Poročilo tekme                           | Poročilo tekme         | Poročilo tekme  | Poročilo tekme                                            |
| -------------- | ---------------------------------------- | ---------------------- | --------------- | --------------------------------------------------------- |
| Začetek: 20:30 | O. Saprikin (PP1) 12:59 A. Radulov 34:30 | ( 1 - 1, 1 - 0, 0 - 0) | 05:37 J. Spezza | Gledalci: 11.454 Sodnika: Peter Orszag Sodnika: Jyri Rönn |

## Seznam reprezentantov s statistiko

### Vratarji
| #  | Igralec             | OT | OMIN | PG | PGT  | KM | PPPG | PSHG |
| 1  | Aleksander Eremenko | 8  | 140  | 3  | 1,29 | 0  | 1    | 0    |
| 30 | Ilja Brizgalov      | 8  | 404  | 14 | 2,08 | 2  | 4    | 0    |
| 83 | Vasilij Košečkin    | 2  | 0    | 0  | 0    | 0  | 0    | 0    |
| -- | ------------------- | -- | ---- | -- | ---- | -- | ---- | ---- |

### Drsalci
| #  | Igralec              | OT | DG | DA | TOČ | DGT  | DAT  | DPPG | DPPGT | DSHG | DSHGT | KM |
| 3  | Vitalij Višnevski    | 9  | 0  | 0  | 0   | 0    | 0    | 0    | 0     | 0    | 0     | 29 |
| 5  | Ilja Nikulin         | 9  | 1  | 3  | 4   | 0,11 | 0,33 | 1    | 0,11  | 0    | 0     | 4  |
| 6  | Anton Volčenkov      | 1  | 0  | 1  | 1   | 0    | 1    | 0    | 0     | 0    | 0     | 0  |
| 7  | Dimitrij Kalinin     | 9  | 2  | 3  | 5   | 0,22 | 0,33 | 0    | 0     | 0    | 0     | 4  |
| 10 | Sergej Mozjakin      | 6  | 2  | 2  | 4   | 0,33 | 0,33 | 0    | 0     | 0    | 0     | 2  |
| 13 | Nikolaj Žerdev       | 3  | 0  | 1  | 1   | 0    | 0,33 | 0    | 0     | 0    | 0     | 0  |
| 16 | Aleksander Perežogin | 9  | 3  | 3  | 6   | 0,33 | 0,33 | 1    | 0,11  | 0    | 0     | 6  |
| 19 | Anton Kurjanov       | 9  | 3  | 3  | 6   | 0,33 | 0,33 | 1    | 0,11  | 0    | 0     | 6  |
| 21 | Konstantin Gorovikov | 9  | 1  | 4  | 5   | 0,11 | 0,44 | 1    | 0,11  | 0    | 0     | 4  |
| 22 | Konstantin Kornejev  | 6  | 0  | 1  | 1   | 0    | 0,17 | 0    | 0     | 0    | 0     | 2  |
| 23 | Aleksej Tereščenko   | 9  | 3  | 2  | 5   | 0,33 | 0,22 | 2    | 0,22  | 0    | 0     | 6  |
| 24 | Aleksander Frolov    | 7  | 3  | 1  | 4   | 0,43 | 0,14 | 0    | 0     | 0    | 0     | 2  |
| 25 | Danis Zaripov        | 2  | 2  | 1  | 3   | 1    | 0,5  | 2    | 1     | 0    | 0     | 0  |
| 27 | Vitalij Atjušov      | 9  | 2  | 5  | 7   | 0,22 | 0,55 | 0    | 0     | 0    | 0     | 0  |
| 37 | Denis Grebeškov      | 9  | 0  | 2  | 2   | 0    | 0,22 | 0    | 0     | 0    | 0     | 2  |
| 42 | Sergej Zinovjev      | 9  | 1  | 4  | 5   | 0,11 | 0,44 | 0    | 0     | 0    | 0     | 6  |
| 45 | Vitalij Proškin      | 9  | 2  | 0  | 2   | 0,22 | 0    | 1    | 0,11  | 0    | 0     | 4  |
| 47 | Aleksander Radulov   | 9  | 4  | 6  | 10  | 0,44 | 0,66 | 1    | 0,11  | 0    | 0     | 10 |
| 70 | Oleg Tverdovski      | 9  | 2  | 2  | 4   | 0,22 | 0,22 | 1    | 0,11  | 0    | 0     | 6  |
| 71 | Ilja Kovaljčuk       | 9  | 5  | 9  | 14  | 0,55 | 1    | 0    | 0     | 0    | 0     | 4  |
| 91 | Oleg Saprikin        | 9  | 4  | 3  | 7   | 0,44 | 0,33 | 2    | 0,22  | 0    | 0     | 0  |
| 95 | Aleksej Morozov      | 9  | 1  | 4  | 5   | 0,11 | 0,44 | 0    | 0     | 0    | 0     | 0  |
| -- | -------------------- | -- | -- | -- | --- | ---- | ---- | ---- | ----- | ---- | ----- | -- |